# Byrnedale
Byrnedale es un lugar designado por el censo ubicado en el condado de Elk en el estado estadounidense de Pensilvania. En el año 2010 tenía una población de 427 habitantes y una densidad poblacional de 133,4 personas por km².

## Geografía
Byrnedale se encuentra ubicado en las coordenadas 41°17′27″N 78°30′10″O / 41.29083, -78.50278. Según la Oficina del Censo de los Estados Unidos, Byrnedale tiene una superficie total de 1,25 mi² (3,2 km²), de la cual 1,25 mi² (3,2 km²) corresponden a tierra firme y 0 mi² (0 km²) es agua.